# Rogério Dutra Silva
Rogério Dutra Silva (ur. 3 lutego 1984 w São Paulo) – brazylijski tenisista, reprezentant w Pucharze Davisa, olimpijczyk z Rio de Janeiro (2016).

## Kariera tenisowa
Brazylijczyk wielokrotnie osiągał zwycięstwa i finały w singlu i deblu w turniejach rangi ATP Challenger Tour. W rozgrywkach gry podwójnej rangi ATP World Tour wygrał 1 turniej i przegrał 1 finał. Najwyższe – 63. miejsce w rankingu singlowym osiągnął podczas notowania z 24 lipca 2017 roku. Najwyższe miejsce w grze podwójnej (84. pozycja), zostało osiągnięte 26 lutego 2018 roku.
Od 2011 roku reprezentuje Brazylię w Pucharze Davisa.
Brazylijczyk w 2011 roku brał udział w igrzyskach panamerykańskich w Guadalajarze. W zawodach gry pojedynczej zdobył drugie miejsce. W finale przegrał z Kolumbijczykiem Robertem Farahem wynikiem 6:4, 6:3. W zawodach gry mieszanej, w parze z Aną-Clarą Duarte, zdobył brązowy medal dzięki wygranej z wenezuelską parą Adriana Pérez i Roman Recatre. Mecz zakończył się wynikiem 7:6(4), 5:7, 11–9.
W 2016 roku zagrał na igrzyskach olimpijskich w Rio de Janeiro dochodząc do 2. rundy gry pojedynczej.

### Finały w turniejach ATP Tour
| Legenda                                      |
| -------------------------------------------- |
| Wielki Szlem                                 |
| Igrzyska olimpijskie                         |
| Tennis Masters Cup / ATP Finals              |
| ATP Masters Series / ATP Tour Masters 1000   |
| ATP International Series Gold / ATP Tour 500 |
| ATP International Series / ATP Tour 250      |

#### Gra podwójna (1–2)
| Końcowy wynik | Nr | Data           | Turniej        | Nawierzchnia | Partner                 | Przeciwnicy                      | Wynik finału      |
| ------------- | -- | -------------- | -------------- | ------------ | ----------------------- | -------------------------------- | ----------------- |
| Finalista     | 1. | 22 lipca 2012  | Hamburg        | Ceglana      | Daniel Muñoz de la Nava | David Marrero Fernando Verdasco  | 4:6, 3:6          |
| Zwycięzca     | 1. | 5 marca 2017   | São Paulo      | Ceglana      | André Sá                | Marcus Daniell Marcelo Demoliner | 7:6(5), 5:7, 10–7 |
| Finalista     | 2. | 24 lutego 2019 | Rio de Janerio | Ceglana      | Thomaz Bellucci         | Máximo González Nicolás Jarry    | 7:6(3), 3:6, 7–10 |

### Starty wielkoszlemowe (gra pojedyncza)
| Turniej                    | 2007         | 2008         | 2009         | 2010         | 2011         | 2012         | 2013         | 2014         | 2015         | 2016         | 2017         | 2018         | 2019         | 2020         | Suma Zw.-Por. |
| Wielki Szlem               | Wielki Szlem | Wielki Szlem | Wielki Szlem | Wielki Szlem | Wielki Szlem | Wielki Szlem | Wielki Szlem | Wielki Szlem | Wielki Szlem | Wielki Szlem | Wielki Szlem | Wielki Szlem | Wielki Szlem | Wielki Szlem | Wielki Szlem  |
| -------------------------- | ------------ | ------------ | ------------ | ------------ | ------------ | ------------ | ------------ | ------------ | ------------ | ------------ | ------------ | ------------ | ------------ | ------------ | ------------- |
| Australian Open            | 1Q           | –            | –            | –            | 3Q           | 1Q           | –            | –            | –            | –            | 2R           | 1R           | 1Q           | –            | 1–2           |
| French Open                | 1Q           | –            | –            | –            | 2Q           | 1R           | 1R           | 2Q           | –            | 1R           | 2R           | 1R           | 1Q           | –            | 1–5           |
| Wimbledon                  | 2Q           | –            | 1Q           | –            | 2Q           | 1Q           | 1R           | 2Q           | –            | 1R           | 1R           | –            | 2Q           | –            | 0–3           |
| US Open                    | 2Q           | –            | –            | –            | 2R           | 2R           | 2R           | 1Q           | –            | 1R           | 1R           | 1Q           | 1Q           | –            | 3–5           |
| Zw.-Por. w Wielkim Szlemie | 0–0          | 0–0          | 0–0          | 0–0          | 1–1          | 1–2          | 1–3          | 0–0          | 0–0          | 0–3          | 2–4          | 0–2          | 0–0          | 0–0          | 5–15          |